# Casefabre
Casefabre (tiếng Catalunya: Casafabre) là một xã thuộc tỉnh Pyrénées-Orientales trong vùng Occitanie phía nam Pháp. Xã này nằm ở khu vực có độ cao trung bình 557 mét trên mực nước biển.